# Autoridad del tejido humano
La Autoridad del Tejido Humano, por sus siglas en inglés (HTA Human Tissue Authority) es un exclusivo organismo público no departamental del Departamento de Salud y Asistencia Social del Reino Unido. Este regula la eliminación, almacenamiento, uso y disposición de cuerpos humanos, órganos y tejidos para un número de fines programados, tales como: investigación, trasplante, educación y entrenamiento.
Fue creada por el Decreto del Tejido Humano en el 2004 y entró en vigor el 1 de abril de 2005  y su funciones estatutarias comenzaron el 1 de abril de 2006. En el 2006 esta autoridad fue presidida por la baronesa Helene Hayman y desde enero de 2010 ha sido presidida por Baroness Diana Warwick.
Su objetivo es:
...ser la autoridad regulatoria para asuntos relacionados con actividades tanto anatómicas como examinaciones post-mortem, trasplantes y el almacenamiento de material humano para educación, entrenamiento e investigación.
También actúa como la autoridad competente del Reino Unido bajo los directivos de tejidos y células de la Unión Europea(UE).

## Decreto del tejido humano
El Decreto del tejido humano remplaza al Decreto del Tejido de 1961, el Decreto Anatómico de 1864 y el Decreto de Trasplantes de Órganos Humanos de 1989 en este se relacionaba a Inglaterra y Gales así como a Irlanda del Norte.
El Decreto hace consentir el principio fundamental que sustenta el almacenamiento legal y el uso de partes del cuerpo, órganos y tejidos de los vivos o muertos para fines relacionados con la salud y exhibición pública. Esto también abarca la eliminación de este tipo de material de algún fallecido. También enlista los fines de los cuales es requerido el consentimiento (los fines programados).
El Decreto prohíbe notablemente a individuos de la colección de muestras biológicas (cabello, uñas de los dedos, etc.) para análisis de ADN, pero excluye de esta ofensa a las investigaciones tanto médicas como criminales.

## Código de conducta y jurisdicción
De acuerdo al Decreto del Tejido Humano este está gobernado por su código de conducta para la manipulación del tejido humano y los cuerpos fallecidos, pero no le da la autoridad para exhumar restos de sitios arqueológicos.
"El Decreto del Tejido Humano del 2004 establece que la Autoridad del Tejido Humano, por sus siglas en inglés HTA, es el órgano regulatorio en Inglaterra, Gales e Irlanda del Norte para todos los asuntos que conciernen a la eliminación, retención, uso y disposición de tejido humano( excluyendo a embriones y fetos) para propósitos específicos. Esto incluye responsabilidad de licenciar la exhibición pública de los cuerpos enteros, partes del cuerpo y tejido humano de los fallecidos (si murieron después del 1 de septiembre de 1906)."
El Decreto regula a Irlanda del Norte, Inglaterra y Gales. Hay una legislación separada en Escocia y la autoridad realiza ciertas tareas en nombre del Ejecutivo Escocés (aprobación de la donación y licencia de los establecimientos para que almacenen tejido para aplicación humana).
La Autoridad está compuesta por un Presidente y once miembros. Nueve miembros han sido designados por el Secretario de Estado de Salud, uno nombrado por el Gobierno de Gales y un miembro designado por el Departamento de Salud, Servicios Sociales y Seguridad Pública de Irlanda del Norte.
Los miembros de la junta directiva proceden de entornos médicos y científicos así como los miembros laicos brindan un amplio rango de experiencia en sector de negocios, público y comercial.
Los miembros de esta autoridad son los siguientes:
- Nebhrajani OBE]
- Mr Brian Coulter
- Professor Susan Dilly
- Mrs Amanda Gibbon
- Ms Rosie Glazebrook
- Professor Andy Hall
- Mr Bill Horne
- Ms Suzanne McCarthy
- Professor Gurch Randhawa
- Ms Catharine Seddon
- Professor Anthony Warrens

Las biografías de cada miembro están disponibles en el sitio oficial.